# Semaine d'or (Chine)
Pour les articles homonymes, voir Semaine d'or.
Les semaines d'or (黄金周) sont le nom donné en Chine à deux semaines annuelles de congés, accordées par le gouvernement à partir de 2000.
- La semaine d'or du festival de printemps (ou semaine d'or de l'année de la nouvelle lune chinoise) commence en janvier ou en février, suivant la date du Nouvel An chinois.
- La « semaine d'or du jour du travail » qui commence le 1er mai, elle fut supprimée en 2007, avant d'être réintroduite en 2019.
- La semaine d'or du jour de la fête nationale commence le 1er octobre.

## Description
Ces semaines là, trois jours de congés payés sont donnés et les week-ends proches sont réarrangés de manière que les salariés des sociétés chinoises puissent avoir sept jours continus de vacances.
Ces vacances nationales furent lancées par le gouvernement chinois pour le jour de la fête nationale de la République populaire en 1999 et étaient au départ destinées à promouvoir le tourisme domestique en Chine, à augmenter le niveau de vie et permettre aux travailleurs de pouvoir rendre visite à leurs familles qui habitent loin (beaucoup de travailleurs sont des migrants de l'intérieur de la Chine vers les provinces maritimes en plein développement).

## Statistiques
Les semaines d'or sont par conséquent des périodes de très nombreux déplacements à travers le pays.
| Année | Nombre de voyages |
| ----- | ----------------- |
| 1999  | 28 millions       |
| 2007  | 120 millions      |
| 2014  | 475 millions      |
| 2015  | 526 millions      |
| 2016  | 589 millions      |
| 2017  | 705 millions      |